# Кояново (Калтасинский район)
Коя́ново (баш. Ҡуян) — деревня в Калтасинском районе Республики Башкортостан Российской Федерации. Входит в состав Калегинского сельсовета.

## География

### Географическое положение
Расстояние до:
- районного центра (Калтасы): 34 км,
- центра сельсовета (Калегино): 2 км,
- ближайшей ж/д станции (Янаул): 85 км.
- ближайший город (Нефтекамск) : 12 км.

## Население
| 2002 | 2009 | 2010 |
| ---- | ---- | ---- |
| 226  | ↘222 | ↘184 |

Национальный состав
Согласно переписи 2002 года, преобладающая национальность — марийцы (96 %).